# Лебковиц, Лесли
Лесли Лебковиц (англ. Lesley Lebkowicz), ранее Лесли Фаулер (англ. Lesley Fowler; родилась в 1946 году, в Канберре, в Австралии (по другой версии в Лондоне, в Великобритании)) — австралийская поэтесса и писательница, лауреат «Премии Дэвида Кэмпбелла» за 2007 год и «Поэтической премии Австралийской столичной территории» за 2013 год.

## Творческая деятельность
До занятия литературой Лесли Лебковиц работала преподавателем английского языка, литературы и психологии, журналистом и психотерапевтом. Впервые к литературной деятельности она обратилась в 1998 году, когда получила первый грант на издание своего поэтического сборника. Дебют Лесли Лебковиц состоялся в 2001 году. Её первый поэтический сборник «Пересекая небо» (англ. Crossing the Sky) вышел в издательстве «Файф Айсландс Пресс» (англ. Five Islands Press) в серии «Новые поэты». В том же году в издательстве «Мокингбёрд» (англ. Mockingbird) она опубликовала сборник коротких рассказов «Мо́я волосы матери» (англ. Washing My Mother's Hair). Обе книги вышли под псевдонимом «Лесли Фаулер».
Кроме поэзии и прозы, Лесли Лебковиц занимается и переводами. Её первой работой в этой области стал перевод с языка пали цикла буддийских стихов «Действительный путь вещей» (англ. The Way Things Really Are), над которым она работала вместе с филологами Тамарой Дитрих и Примосом Пеценко. Он был издан Фондом буддийского образования в 2006 году.
В 2007 году поэтесса получила «Премию Дэвида Кэмпбелла» за свои стихотворения. Она стала одной из ста поэтов и писателей Канберры, чьи произведения были включены в юбилейное издание, выпущенное Австралийской столичной территорией в 2012 году в честь столетия Канберры. Её работы вошли в несколько антологий. Стихотворения поэтессы были написаны на автобусах и стали частью программы общественного искусства в Канберре.
В 2014 году за поэму «Стихи Петрова»  (англ. The Petrov Poems) Лесли Лебковиц была удостоена главного приза «Поэтического конкурса Австралийской столичной территории». Произведение вышло в издательстве «Питт Стрит». За основу поэмы взята реальная история советского разведчика-ренегата, произошедшая в 1954 году. Поэтесса изобразила внутренний мир главного героя внутри тоталитарной системы и его любовь к жене, такой же разведчице-ренегатке.
В 2014 году Лесли Лебковиц начала работу над эссе о буддийской аскетике, ради которой получила временное посвящение в буддийские монахини. Ежегодно она проводит несколько месяцев в Непале. В Канберре поэтесса возглавляет группу по медитации.